# Foreste miste umide dell'Atlantico settentrionale
Le foreste miste umide dell'Atlantico settentrionale sono un'ecoregione dell'ecozona paleartica, definita dal WWF (codice ecoregione: PA0429), che si estende attraverso le regioni settentrionali di Scozia, Irlanda del Nord e Irlanda.

## Territorio
L'interno delle isole che costituiscono questa ecoregione è dominato da sfagneti in cui, al posto del suolo, predomina la torba. La torba offre sostentamento a molte specie interessanti, e giace direttamente sul substrato roccioso, cosicché, dove non c'è torba, rimane esposta la roccia nuda. In prossimità dell'oceano Atlantico, si possono trovare comunità erbose uniche in Europa che si sviluppano sulle dune sabbiose.

## Flora
Questa ecoregione è situata lungo il margine settentrionale e occidentale delle isole di Irlanda e Gran Bretagna e comprende anche alcune isole al largo, come le isole Shetland. L'ecoregione trae beneficio dell'abbondante umidità e delle temperature costanti grazie all'influenza dell'oceano Atlantico. Vi predominano due tipi di habitat. Il primo tipo è il cosiddetto machair, un'ondulata distesa erbosa che si sviluppa sulle dune, ricca di specie, presente lungo la costa. Pratiche tradizionali di utilizzo del territorio come il pascolo, la fienagione e la coltivazione su piccola scala svolgono un ruolo utile per il machair e le sue specie caratteristiche, impedendo che esso si trasformi in un'area boschiva. Il secondo tipo di habitat è lo sfagneto, zone umide interne situate in aree pianeggianti e su piccole colline dove l'umidità è abbondante e le temperature medie sono basse. La torba è una componente naturale di questo habitat, e si accumula fino a comporre uno strato spesso tra uno e cinque metri. È formata dai resti compattati insieme di vegetali morti, come quelli degli arbusti Myrica gale e camemoro (Rubus chamaemorus), nonché della piccola pianta carnivora Drosera anglica. Nelle zone più secche dell'ecoregione si possono trovare brughiere di Calluna, assieme a boschetti di betulle (Betula spp.) o querce (Quercus spp.) miste al sorbo degli uccellatori (Sorbus aucuparia), il cui nome inglese, European mountain ash, «frassino di montagna europeo», suona ironico per una specie che vive in queste distese pianeggianti.

## Fauna
Il machair, o prateria dunale, ospita una gran varietà di specie animali. Tuttavia, lo sfagneto, come altri tipi di torbiera, ospita solamente poche specie di insetti, anfibi e uccelli. La capinera (Sylvia atricapilla), il forapaglie macchiettato (Locustella naevia) e il luì grosso (Phylloscopus trochilus) sono diffusi nelle aree dominate dagli alberi, mentre la moretta (Aythya fuligula), lo smergo minore (Mergus serrator) e il beccapesci (Thalasseus sandvicensis) costruiscono i loro nidi su piccole isole rocciose dove gli alberi sono scarsi o assenti. Le poiane (Buteo buteo), rapaci dalle ampie ali che generalmente si nutrono di conigli, talvolta competono con gheppi (Falco tinnunculus) e pellegrini (Falco peregrinus) per contendersi altri piccoli mammiferi. Il malvone maggiore (Malva arborea), un robusto arbusto che può crescere fino a 1,2 m di altezza, possiede bellissimi fiori violacei. Il prugnolo (Prunus spinosa) è un arbusto spinoso con masserelle di piccoli fiori bianchi. Nelle brughiere si possono trovare fiori variopinti come la vesparia (Ophrys apifera) e la platantera comune (Platanthera bifolia). Qui vivono il capriolo (Capreolus capreolus), la lucertola vivipara (Zootoca vivipara) e l'unico serpente velenoso della Gran Bretagna, il marasso (Vipera berus).

## Conservazione

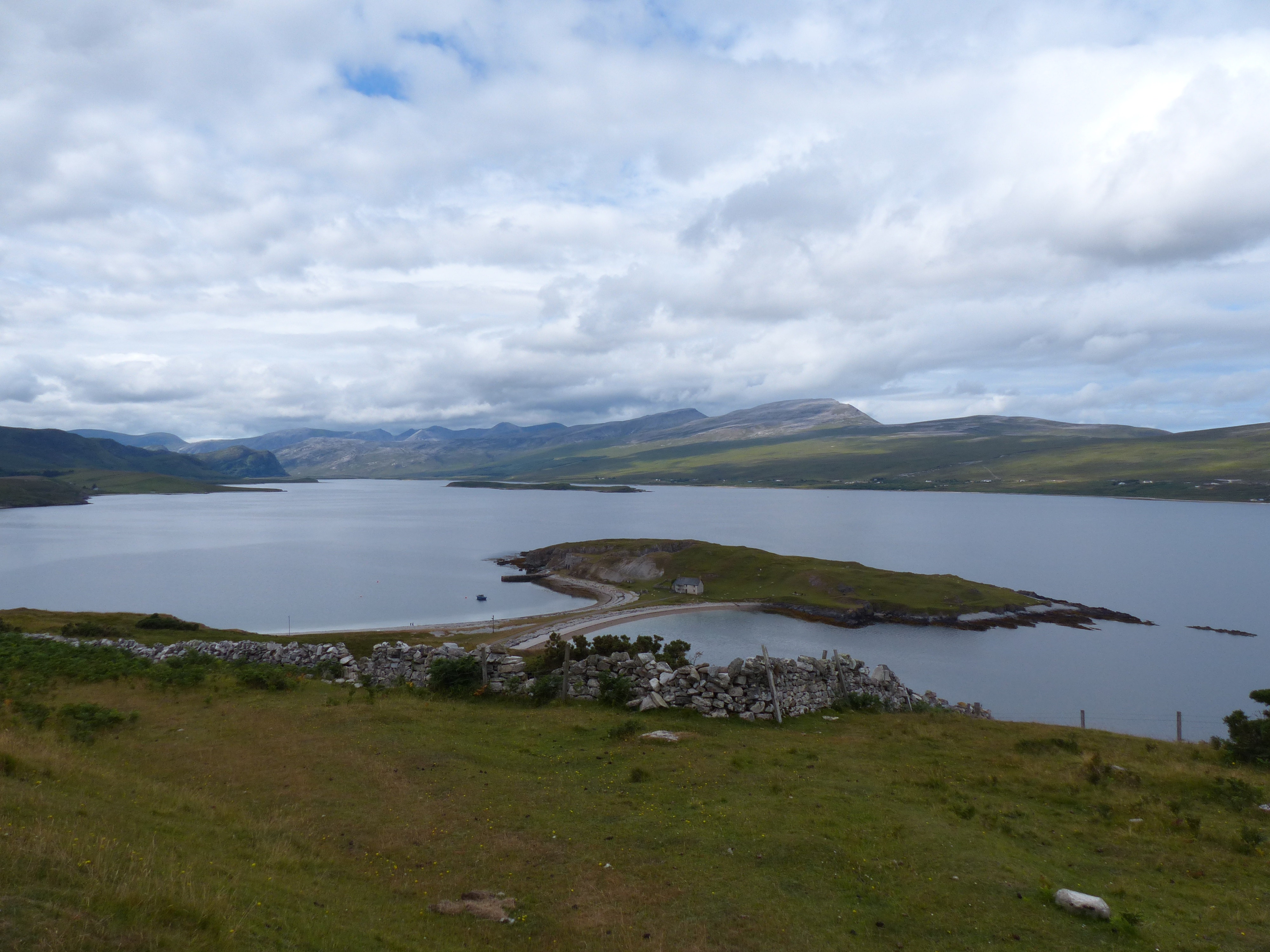
Loch Eriboll, Scozia settentrionale

Come le torbiere di altre parti del mondo, anche quelle di questa ecoregione vengono sfruttate per ricavare combustibile e ammendanti del terreno. Il paesaggio qui è stato alterato dall'uomo da centinaia, forse migliaia, di anni. Oggi, rimangono solamente piccole chiazze di foresta in un paesaggio dominato da agricoltura, allevamento, villaggi e altri tipi di paesaggio antropico. Le brughiere sono minacciate dalla conversione in pascoli, mentre le foreste miste sono minacciate dall'industria del legname.